# Conostegia caelestis
Conostegia caelestis är en tvåhjärtbladig växtart som beskrevs av Paul Carpenter Standley. Conostegia caelestis ingår i släktet Conostegia och familjen Melastomataceae.
Artens utbredningsområde är Belize. Inga underarter finns listade i Catalogue of Life.